# Tanyproctus kindermanni
Tanyproctus kindermanni är en skalbaggsart som beskrevs av Reiche 1861. Tanyproctus kindermanni ingår i släktet Tanyproctus och familjen Melolonthidae. Inga underarter finns listade i Catalogue of Life.